# Aristelliger georgeensis
Espèce
Synonymes
- Idiodactylus georgeensis Bocourt, 1873
- Aristelliger irregularis Cope, 1885

Aristelliger georgeensis est une espèce de geckos de la famille des Sphaerodactylidae.

## Répartition
Cette espèce se rencontre :
- au Mexique dans le Quintana Roo sur l'île de Cozumel ;
- au Belize sur l'île Saint-George ;
- au Honduras dans les îles Swan ;
- en Colombie dans l'archipel de San Andrés, Providencia et Santa Catalina.

## Description
C'est une espèce arboricole, nocturne et insectivore.

## Étymologie
Cette espèce est nommée en référence à sa localité type : l'île Saint-George.

## Publication originale
- Bocourt, 1873 : in Recherches Zoologiques pour servir à l'Histoire de la Faune de l'Amérique Centrale et du Mexique. Mission Scientifique au Mexique et dans l'Amérique Centrale, Recherches zoologiques. Part 2, sect. 1. in Duméril, Bocourt & Mocquard, 1870-1909, Études sur les reptiles, vol. 2-15, p. 33-860.